# Dolmen von Gasteynia
Der Dolmen von Gasteynia ist ein seit 1952 als Monument historique eingestufter Dolmen, südlich von Mendive im Département Pyrénées-Atlantiques in den westlichen Pyrenäen in Frankreich. Dolmen ist in Frankreich der Oberbegriff für Megalithanlagen aller Art (siehe: Französische Nomenklatur).
Der Dolmen, dessen Tumulus verschwunden ist, befindet sich auf hügeligem Weideland. Die leicht trapezförmige Kammer (am Ende breiter als am Zugang) ist etwa 3,0 m lang und 1,4 m breit und wird seitlich von Orthostaten aus lokalem weißen Quarzsandstein begrenzt. Der Deckstein und die Endplatte sind aus rotem Sandstein, was darauf hindeutet, dass sie vom Berg Armiaga stammen könnten, wo zwei weitere Dolmen liegen. 